# Pijavičino
Pijavičino je naseljeno mjesto općine Orebić na poluotoku Pelješac, u sastavu Dubrovačko-neretvanske županije.

## Zemljopisni položaj
Naselje se nalazi na rubnom dijelu Župe Pelješke, uz glavnu pelješku prometnicu, u plodnoj kotlini podno okolnih brda, između Potomja na jugozapadu i Janjine na istoku.

## Povijest
Na istaknutom dijelu naselja u prošlosti se nalazio vlastelinski ljetnikovac od kojega je ostala samo crkvica Svete Katarine. 
U naselju se također nalazi i Zlatarićeva kula, boravište u kojem su živjeli plemići i obrambena utvrda koju je 1625. godine podignuo plemić Cvijeto Zlatarić. Na utvrdi je i danas vidljiv natpis: "Podiže sebi i potomcima iz ljubavi prema zelenim gajevima".
U drugoj polovini rujna 1941. u Gornjem i Donjem Pijavičinu talijanski fašistički vojnici spalili su sve kuće osim jedne, pobili 32 osobe i silovali jednu ženu. Preostalo stanovništvo pobjeglo je u Trstenik. U studenome 1943. godine selo će poharati njemački nacistički vojnici, tako što će spaliti dvije školske zgrade i Hrvatski zadružni dom.

## Stanovništvo
Prema popisu stanovnika iz 2001. godine u Pijavičinom su u 60 domaćinstava obitavala 143 stanovnika.
| broj stanovnika | 354   | 336   | 349   | 368   | 384   | 328   | 205   | 290   | 188   | 187   | 213   | 233   | 226   | 166   | 143   | 113   | 94    |
|                 | 1857. | 1869. | 1880. | 1890. | 1900. | 1910. | 1921. | 1931. | 1948. | 1953. | 1961. | 1971. | 1981. | 1991. | 2001. | 2011. | 2021. |

## Poznate osobe
- Petar Digović, hrv. pravnik i pisac, autor knjige o hrv. pravu na Dalmaciju

## Gospodarstvo
Plodna kotlina u Pijavičinom, obronci u području Dingača koji su dijelom u vlasništvu mještana Pijavičinog te odgovarajuća klima pogodni su uvjeti za uzgoj vinove loze, plemenite sorte Plavac mali, pa se mještani bave vinogradarstvom i proizvodnjom čuvenih vrhunskih peljeških vina Dingač, Postup i Plavac sa zaštićenim geografskim podrijetlom.
Osim vinogradarstva mještani se također bave poljodjelstvom, a u manjoj mjeri i turizmom.  

## Vanjske poveznice
- TZ Orebić - Pijavičino  Arhivirana inačica izvorne stranice od 25. lipnja 2009. (Wayback Machine)